# Klasyfikacja medalowa Zimowych Igrzysk Olimpijskich 2002
     zdobywcy co najmniej jednego złotego medalu
     zdobywcy co najmniej jednego srebrnego medalu
     zdobywcy co najmniej jednego brązowego medalu
     państwa bez medalu
     państwa nieuczestniczące w igrzyskach

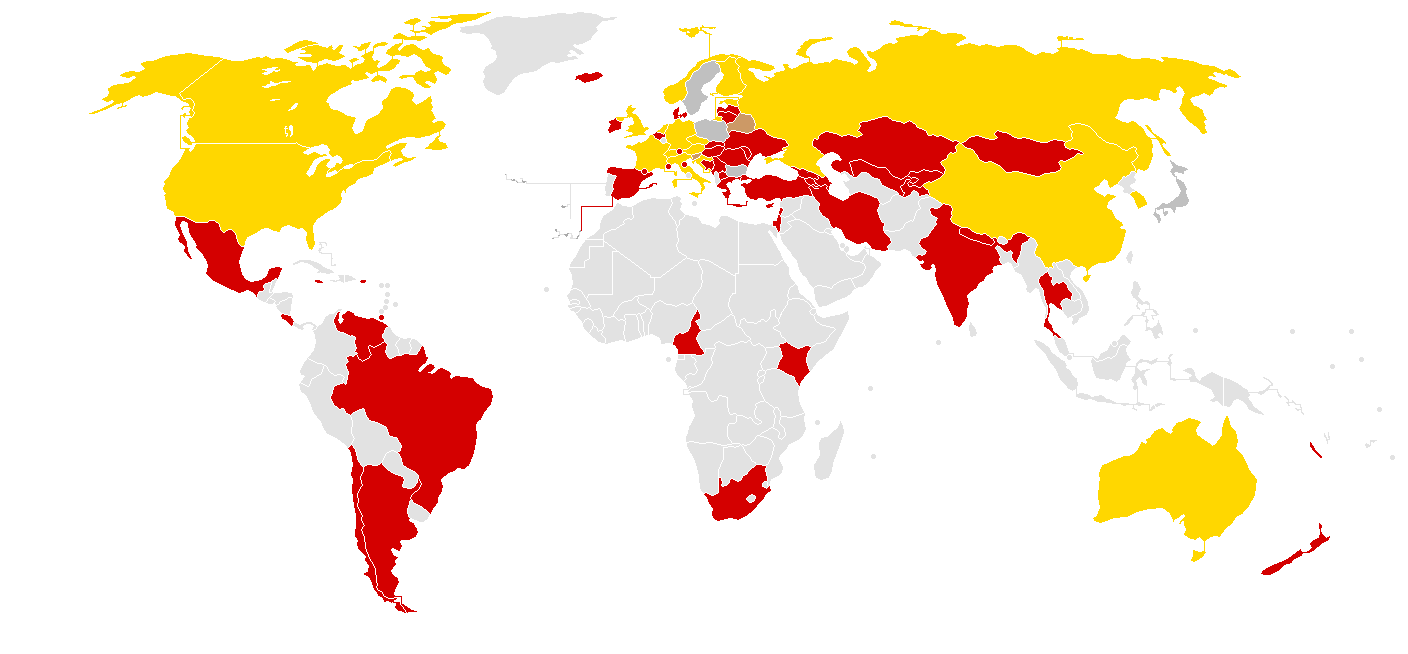
Państwa uczestniczące w Zimowych Igrzyskach Olimpijskich 2002
zdobywcy co najmniej jednego złotego medalu
zdobywcy co najmniej jednego srebrnego medalu
zdobywcy co najmniej jednego brązowego medalu
państwa bez medalu
państwa nieuczestniczące w igrzyskach

Klasyfikacja medalowa Zimowych Igrzysk Olimpijskich 2002 – zestawienie państw, reprezentowanych przez narodowe komitety olimpijskie, uszeregowanych pod względem liczby zdobytych medali na XIX Zimowych Igrzyskach Olimpijskich w 2002 roku w Salt Lake City.
W ramach igrzysk olimpijskich w Salt Lake City przeprowadzono 78 konkurencji w piętnastu dyscyplinach sportowych. Do kalendarza olimpijskiego zostały włączone nowe konkurencje – biathlonowe biegi pościgowe kobiet i mężczyzn, bobslejowe dwójki kobiet, biegi na 1500 metrów kobiet i mężczyzn w short tracku, sprinty indywidualne kobiet i mężczyzn w biegach narciarskich i drugi konkurs indywidualny (sprint) w kombinacji norweskiej. W porównaniu do igrzysk w Nagano dokonano także kilku korekt. Po 54 latach przerwy do rywalizacji olimpijskiej dopuszczono skeletonistów. Ponadto snowboardowy slalom gigant zastąpiono slalomem gigantem równoległym, a także zmieniono techniki i dystanse w konkurencjach biegowych.
W zawodach wzięło udział 2399 sportowców (1513 mężczyzn i 886 kobiet) z 77 narodowych reprezentacji. Dla czterech z nich – Hongkongu, Kamerunu, Tajlandii i Tadżykistanu – start w Salt Lake City był debiutem kraju na zimowych igrzyskach olimpijskich.
Medale olimpijskie w Salt Lake City zdobyli reprezentanci 24 państw, spośród których przedstawiciele 18 państw przynajmniej raz zdobyli złoty medal. Wobec tego 53 reprezentacje, które przyjechały na igrzyska, nie wywalczyły żadnego medalu. Najwięcej medali wszystkich kolorów – 36 – zdobyli reprezentanci Niemiec. Wynik ten stał się nowym rekordem pod względem liczby medali zdobytych przez jedną reprezentację w jednej edycji zimowych igrzysk. Jednocześnie Niemcy drugie zimowe igrzyska z rzędu zakończyli z najlepszym w swojej historii dorobkiem dwunastu złotych medali.
Początkowo to Niemcy byli zwycięzcami klasyfikacji medalowej, jednak z uwagi na korekty miejsc na podium w konkurencjach biegowych dokonane po igrzyskach i w efekcie dwa dodatkowo przyznane złote medale dla Norwegii, to Norwegowie ostatecznie zostali zwycięzcami tabeli medalowej z dorobkiem trzynastu medali. Wynik ten był jednocześnie wyrównanym rekordem liczby złotych medali zimowych igrzysk osiągniętym wcześniej przez sportowców ze Związku Radzieckiego w 1976 roku. W historii swoich startów olimpijskich, zarówno biorąc pod uwagę letnie igrzyska, jak i zimowe, była to druga sytuacja, po Letnich Igrzyskach Olimpijskich 1920, że Norwegowie zdobyli trzynaście złotych medali.
Podczas igrzysk reprezentanci Chorwacji i Estonii zdobyli pierwsze w historii medale zimowych igrzysk olimpijskich. Pierwszą medalistką z Chorwacji została Janica Kostelić, która zdobyła trzy złote i jeden srebrny medal. Występ w Salt Lake City był najlepszym startem w igrzyskach olimpijskich od czasu ogłoszenia przez kraj niepodległości. Dla Estonii pierwsze w historii medale zdobyli biegacze narciarscy Andrus Veerpalu i Jaak Mae, przy czym Veerpalu został pierwszym zimowym estońskim mistrzem olimpijskim. Poza Chorwacją i Estonią pierwsze złote medale zimowych igrzysk olimpijskich zdobyli reprezentanci Australii i Chińskiej Republiki Ludowej. Australijczyk Steven Bradbury wygrał rywalizację w short tracku w biegu na 1000 metrów i został pierwszym w historii mistrzem zimowych igrzysk olimpijskich z półkuli południowej. Drugi złoty medal dla Australii zdobyła jeszcze Alisa Camplin w narciarstwie dowolnym. Pierwsze dwa złota olimpijskie dla Chińskiej Republiki Ludowej zdobyła Yang Yang (A) w short tracku.
Dla reprezentantów Stanów Zjednoczonych, którzy po raz ósmy byli gospodarzami igrzysk olimpijskich (wcześniej letnie igrzyska odbyły się w 1904 w St. Louis, 1932 i 1984 w Los Angeles oraz 1996 w Atlancie, a zimowe w 1932 w Lake Placid, 1960 w Squaw Valley i 1980 w Lake Placid), wynik medalowy osiągnięty w Salt Lake City był najlepszym od początku ich startów w zimowych igrzyskach olimpijskich, zarówno pod względem medali złotych, jak i wszystkich medali łącznie. Najlepszy wynik w historii swoich startów na zimowych igrzyskach osiągnęli również Kanadyjczycy. Zdobyte przez nich siedemnaście medali, w tym siedem złotych, to jednocześnie ich najlepszy start olimpijski od letnich igrzysk w 1992. Drugi raz w historii zimowych startów reprezentacji Francji sportowcy z tego kraju zdobyli cztery złote medale. Był to zatem najlepszy francuski występ od Zimowych Igrzysk Olimpijskich 1968 w Grenoble.
Reprezentant Czech w łyżwiarstwie figurowym – Aleš Valenta – zdobył drugi złoty medal zimowych igrzysk dla tego kraju od czasu rozpadu Czechosłowacji. Pod względem liczby zdobytych medali występ w Salt Lake City był najlepszym od początku ich startów. Po raz czwarty w historii, po zimowych igrzyskach w 1924, 1984 i 1988, reprezentanci Finlandii zdobyli cztery złote medale. Igrzyska w 2002 roku były dla Finów najlepszymi zimowymi od 1984 roku pod względem liczby zdobytych medali. Brytyjska reprezentacja kobiet w curlingu zdobyła pierwszy od 1984 roku złoty medal zimowych igrzysk olimpijskich dla Wielkiej Brytanii. Pierwsze od Zimowych Igrzysk Olimpijskich 1972 dwa medale (srebrny i brązowy) dla Polski zdobył Adam Małysz. Dla Bułgarów igrzyska w Salt Lake City były natomiast pierwszymi zimowymi, podczas których zdobyli oni więcej niż jeden medal.
Dla reprezentacji Rosji, Białorusi, Ukrainy i Kazachstanu występ w Salt Lake City był najsłabszym startem w igrzyskach olimpijskich od rozpadu Związku Radzieckiego, zarówno pod względem liczby złotych medali, jak i wszystkich medali ogółem. Ukraińcy i Kazachowie po raz pierwszy zakończyli igrzyska z zerowym dorobkiem medalowym. Po raz czwarty w historii swoich startów w zimowych igrzyskach olimpijskich, po 1952, 1976 i 1998, Szwedzi nie zdobyli złotego medalu, natomiast pierwszy raz od 1988 roku zimowe igrzyska bez złotego medalu zakończyli reprezentanci Japonii.
Spośród krajów, które zdobyły medale w Nagano, żadnego medalu w Salt Lake City nie wywalczyli ponadto reprezentanci Belgii i Danii. Reprezentanci Słowenii natomiast zdobyli medal w Salt Lake City, a nie dokonali tego w Nagano.
55 sportowców zdobyło na igrzyskach w Salt Lake City przynajmniej dwa medale olimpijskie – 31 z nich przynajmniej raz stanęło na najwyższym stopniu podium. Najbardziej utytułowanym zawodnikiem igrzysk został norweski biathlonista, Ole Einar Bjørndalen, który zdobył cztery złote medale. Cztery medale – trzy złote i jeden srebrny – uzyskała również Janica Kostelić w narciarstwie alpejskim. Niemiecki saneczkarz Georg Hackl, zdobywając srebrny medal w jedynkach w Salt Lake City, został pierwszym olimpijczykiem w historii, który stanął na podium olimpijskim tej samej konkurencji podczas pięciu kolejnych igrzysk olimpijskich. Amerykańska bobsleistka Vonetta Flowers i kanadyjski hokeista Jarome Iginla stali się natomiast pierwszymi czarnoskórymi mistrzami zimowych igrzysk olimpijskich.
W trakcie igrzysk, a także już po ich zakończeniu, wykryte zostały przypadki stosowania dopingu przez medalistów olimpijskich. W związku z pozytywnymi wynikami testów dopingowych zdobyte medale utracili biegacze narciarscy: reprezentant Hiszpanii – Johann Mühlegg, zwycięzca trzech biegów oraz reprezentantki Rosji – Łarisa Łazutina, zdobywczyni złotego i srebrnego medalu oraz Olga Daniłowa, srebrna medalistka. Dyskwalifikacja Mühlegga spowodowała, że w biegu łączonym przyznano dwa złote medale – drudzy na mecie Frode Estil i Thomas Alsgaard uzyskali bowiem ten sam czas.
Dwa złote medale rozdano również w konkursie par sportowych w łyżwiarstwie figurowym. Dzień po zakończeniu konkurencji, którą wygrała para rosyjska, Międzynarodowy Komitet Olimpijski przyznał drugi złoty medal parze kanadyjskiej. Powodem takiej decyzji było zastraszenie jednej z sędzin i w efekcie niezapewnienie jednakowych szans w konkursie.

## Klasyfikacja państw
Poniższa tabela przedstawia klasyfikację medalową państw, które zdobyły medale na Zimowych Igrzyskach Olimpijskich 2002 w Salt Lake City, sporządzoną na podstawie oficjalnych raportów Międzynarodowego Komitetu Olimpijskiego. Klasyfikacja posortowana jest najpierw według liczby osiągniętych medali złotych, następnie srebrnych, a na końcu brązowych. W przypadku, gdy dwa kraje zdobyły tę samą liczbę medali wszystkich kolorów, o kolejności zdecydował porządek alfabetyczny.
| Miejsce | Państwo          | Złoto | Srebro | Brąz | Razem |
| ------- | ---------------- | ----- | ------ | ---- | ----- |
| 1.      | Norwegia         | 13    | 5      | 7    | 25    |
| 2.      | Niemcy           | 12    | 16     | 8    | 36    |
| 3.      | USA              | 10    | 13     | 11   | 34    |
| 4.      | Kanada           | 7     | 3      | 7    | 17    |
| 5.      | Rosja            | 5     | 4      | 4    | 13    |
| 6.      | Francja          | 4     | 5      | 2    | 11    |
| 7.      | Włochy           | 4     | 4      | 5    | 13    |
| 8.      | Finlandia        | 4     | 2      | 1    | 7     |
| 9.      | Holandia         | 3     | 5      | –    | 8     |
| 10.     | Austria          | 3     | 4      | 10   | 17    |
| 11.     | Szwajcaria       | 3     | 2      | 6    | 11    |
| 12.     | Chorwacja        | 3     | 1      | –    | 4     |
| 13.     | ChRL             | 2     | 2      | 4    | 8     |
| 14.     | Korea Południowa | 2     | 2      | –    | 4     |
| 15.     | Australia        | 2     | –      | –    | 2     |
| 16.     | Czechy           | 1     | 2      | –    | 3     |
| 17.     | Estonia          | 1     | 1      | 1    | 3     |
| 18.     | Wielka Brytania  | 1     | –      | 1    | 2     |
| 19.     | Szwecja          | –     | 2      | 5    | 7     |
| 20.     | Bułgaria         | –     | 1      | 2    | 3     |
| 21.     | Japonia          | –     | 1      | 1    | 2     |
| 21.     | Polska           | –     | 1      | 1    | 2     |
| 23.     | Białoruś         | –     | –      | 1    | 1     |
| 23.     | Słowenia         | –     | –      | 1    | 1     |
| Razem   | Razem            | 80    | 76     | 78   | 234   |

## Klasyfikacje według dyscyplin

### Biathlon
Po raz pierwszy w historii w ramach biathlonu przeprowadzono osiem konkurencji. W porównaniu do igrzysk w Nagano do programu wprowadzone zostały biegi pościgowe kobiet i mężczyzn.
Rywalizację mężczyzn zdominował Ole Einar Bjørndalen, który zwyciężył we wszystkich konkurencjach indywidualnych oraz wspólnie z trzema innymi norweskimi zawodnikami zdobył złoto w biegu sztafetowym. Więcej niż jeden medal olimpijski zdobyli także Frank Luck i Sven Fischer (obaj po dwa srebrne) oraz Ricco Groß i Raphaël Poirée (obaj po jednym srebrnym i jednym brązowym). Wśród kobiet najlepszy wynik medalowy osiągnęła Kati Wilhelm z dorobkiem dwóch złotych i jednego srebrnego medalu. Dwa tytuły mistrzyni olimpijskiej zdobyła także Andrea Henkel. Multimedalistkami zostały ponadto Uschi Disl (złoto i srebro), Olga Pylowa (złoto i brąz), Liv Grete Poirée (dwa razy srebro) i Magdalena Forsberg (dwa razy brąz).
| Miejsce | Państwo  | Złoto | Srebro | Brąz | Razem |
| ------- | -------- | ----- | ------ | ---- | ----- |
| 1.      | Norwegia | 4     | 2      | –    | 6     |
| 2.      | Niemcy   | 3     | 5      | 1    | 9     |
| 3.      | Rosja    | 1     | –      | 2    | 3     |
| 4.      | Francja  | –     | 1      | 1    | 2     |
| 5.      | Szwecja  | –     | –      | 2    | 2     |
| 6.      | Austria  | –     | –      | 1    | 1     |
| 6.      | Bułgaria | –     | –      | 1    | 1     |
| Razem   | Razem    | 8     | 8      | 8    | 24    |

### Biegi narciarskie
Na igrzyskach olimpijskich w Salt Lake City rozegrano dwanaście konkurencji biegowych. Zadebiutowały dwie konkurencje – sprint indywidualny kobiet i mężczyzn. Ponadto w porównaniu do poprzednich igrzysk dokonano zmian w technice i dystansach biegów – w biegach na 30 km kobiet i 10 km mężczyzn zmieniono technikę na klasyczną, w biegu na 15 km kobiet zmieniono technikę na dowolną, zamiast biegu na 5 km kobiet przeprowadzono bieg na 10 km, a zamiast biegu na 10 km mężczyzn przeprowadzono bieg na 15 km. Dodatkowo biegi pościgowe zamieniono biegami łączonymi.
Najbardziej utytułowanym biegaczem igrzysk w 2002 roku został Frode Estil z dwoma złotymi i jednym srebrnym medalem. Dwa złota zdobył również Thomas Alsgaard, który ex aequo z Estilem zdobył tytuł mistrza olimpijskiego w biegu łączonym. Wśród mężczyzn po dwa medale zdobyli także Andrus Veerpalu (złoty i srebrny), Kristen Skjeldal (złoty i brązowy) oraz Cristian Zorzi (srebrny i brązowy).
Trzem biegaczkom narciarskim udało się zdobyć po trzy medale, po jednym z każdego kruszcu. Taki dorobek osiągnęły Bente Skari, Stefania Belmondo i Julija Czepałowa. Po dwa medale uzyskały natomiast Evi Sachenbacher (złoty i srebrny), Viola Bauer (złoty i brązowy), Kateřina Neumannová (dwa srebrne) oraz Anita Moen (srebrny i brązowy).
Rywalizacja biegaczy i biegaczek w Salt Lake City odbyła się w cieniu skandalu dopingowego. W przypadku trojga medalistów wyniki testów antydopingowych były pozytywne. W wyniku tego medale utracili: Johann Mühlegg – zwycięzca biegu łączonego i biegów na 30 i 50 km, Łarisa Łazutina – zwyciężczyni biegu na 30 km i druga zawodniczka biegu na 15 km oraz Olga Daniłowa – druga zawodniczka biegu na 10 km. Gdyby nie dyskwalifikacja, Mühlegg byłby pierwszym reprezentantem Hiszpanii, który zdobył trzy złota olimpijskie w trakcie jednych igrzysk.
| Miejsce | Państwo    | Złoto | Srebro | Brąz | Razem |
| ------- | ---------- | ----- | ------ | ---- | ----- |
| 1.      | Norwegia   | 5     | 2      | 4    | 11    |
| 2.      | Włochy     | 2     | 2      | 2    | 6     |
| 3.      | Rosja      | 2     | 1      | 1    | 4     |
| 4.      | Niemcy     | 1     | 2      | 2    | 5     |
| 5.      | Estonia    | 1     | 1      | 1    | 3     |
| 6.      | Austria    | 1     | 1      | –    | 2     |
| 7.      | Kanada     | 1     | –      | –    | 1     |
| 8.      | Czechy     | –     | 2      | –    | 2     |
| 9.      | Szwajcaria | –     | –      | 1    | 1     |
| 9.      | Szwecja    | –     | –      | 1    | 1     |
| Razem   | Razem      | 13    | 11     | 12   | 36    |

### Bobsleje
Po raz pierwszy od Zimowych Igrzysk Olimpijskich 1932 w Lake Placid do kalendarza olimpijskiego wprowadzona została nowa konkurencja bobslejowa. Po raz pierwszy rywalizację o medale olimpijskie podjęły kobiety w dwójkach.
Na podium olimpijskim w bobslejach stanęli reprezentanci trzech państw – Niemiec, Stanów Zjednoczonych i Szwajcarii, spośród których cztery medale otrzymali Niemcy. Żaden z zawodników nie zdobył więcej niż jednego medalu. Zdobyte przez Amerykanów medale były ich pierwszymi od 1956 roku medalami w bobslejach.
W dwójkach kobiet złoty medal zdobyła Vonetta Flowers i została pierwszą w historii czarnoskórą mistrzynią zimowych igrzysk olimpijskich.
| Miejsce | Państwo    | Złoto | Srebro | Brąz | Razem |
| ------- | ---------- | ----- | ------ | ---- | ----- |
| 1.      | Niemcy     | 2     | 1      | 1    | 4     |
| 2.      | USA        | 1     | 1      | 1    | 3     |
| 3.      | Szwajcaria | –     | 1      | 1    | 2     |
| Razem   | Razem      | 3     | 3      | 3    | 6     |

### Curling
Rywalizacja curlerów, tak samo jak cztery lata wcześniej w Nagano, składała się z turnieju mężczyzn i turnieju kobiet. W turnieju mężczyzn medale przyznano tym samym trzem krajom co w Nagano, jednak kolejność na podium była odwrotna – brązowi medaliści z 1998 roku – Norwegowie zdobyli w Salt Lake City złoto, srebro tak jak w Nagano zdobyli Kanadyjczycy, a brąz uzyskali Szwajcarzy – mistrzowie olimpijscy sprzed czterech lat. W curlingu kobiet po raz pierwszy złoto olimpijskie zdobyły Brytyjki. Wicemistrzyniami olimpijskimi zostały Szwajcarki, a brązowy medal zdobyły Kanadyjki.
| Miejsce | Państwo         | Złoto | Srebro | Brąz | Razem |
| ------- | --------------- | ----- | ------ | ---- | ----- |
| 1.      | Norwegia        | 1     | –      | –    | 1     |
| 1.      | Wielka Brytania | 1     | –      | –    | 1     |
| 3.      | Kanada          | –     | 1      | 1    | 2     |
| 3.      | Szwajcaria      | –     | 1      | 1    | 2     |
| Razem   | Razem           | 2     | 2      | 2    | 6     |

### Hokej na lodzie
W kalendarzu igrzysk znalazły się dwa turnieje hokejowe – kobiet i mężczyzn, tak samo jak w Nagano.
W obu turniejach mecze finałowe rozegrały zespoły Kanady i Stanów Zjednoczonych i w obu przypadkach złote medale zdobyły drużyny kanadyjskie. Brązowe medale przyznano Rosjanom w turnieju mężczyzn i Szwedom w turnieju kobiet.
Jednym z członków męskiej reprezentacji Kanady był Jarome Iginla. Zdobywając złoty medal w Salt Lake City został pierwszym w historii czarnoskórym mistrzem zimowych igrzysk olimpijskich.
| Miejsce | Państwo | Złoto | Srebro | Brąz | Razem |
| ------- | ------- | ----- | ------ | ---- | ----- |
| 1.      | Kanada  | 2     | –      | –    | 2     |
| 2.      | USA     | –     | 2      | –    | 2     |
| 3.      | Rosja   | –     | –      | 1    | 1     |
| 3.      | Szwecja | –     | –      | 1    | 1     |
| Razem   | Razem   | 2     | 2      | 2    | 6     |

### Kombinacja norweska
Do kalendarza igrzysk w 2002 roku włączono dodatkową konkurencję w kombinacji norweskiej – sprint indywidualny. Wobec tego dwuboiści rywalizowali w trzech konkurencjach – dwóch indywidualnych i jednej drużynowej.
Najbardziej utytułowanym zawodnikiem w kombinacji norweskiej został Samppa Lajunen, który wygrał oba konkursy indywidualne i zwyciężył również w konkursie drużynowym. Multimedalistami igrzysk zostali również Jaakko Tallus (złoto i srebro), Ronny Ackermann (dwa srebrne medale) i Felix Gottwald (trzy brązowe medale).
| Miejsce | Państwo   | Złoto | Srebro | Brąz | Razem |
| ------- | --------- | ----- | ------ | ---- | ----- |
| 1.      | Finlandia | 3     | 1      | –    | 4     |
| 2.      | Niemcy    | –     | 2      | –    | 2     |
| 3.      | Austria   | –     | –      | 3    | 3     |
| Razem   | Razem     | 3     | 3      | 3    | 9     |

### Łyżwiarstwo figurowe
Konkurencje w łyżwiarstwie figurowym nie zmieniły się względem igrzysk w Nagano – odbyły się zawody solistów, solistek, par sportowych i par tanecznych. Żaden z łyżwiarzy figurowym nie zdobył więcej niż jednego medalu olimpijskiego w Salt Lake City.
Pierwotnie w konkursie par sportowych zwycięstwo i złoty medal olimpijski przyznano parze Jelena Bierieżna i Anton Sicharulidze. Po zawodach stwierdzono jednak, że nie została zapewniona równość szans dla wszystkich zawodników, gdyż jedna z sędzin działała pod presją. W efekcie Międzynarodowy Komitet Olimpijski w porozumieniu z Międzynarodową Unią Łyżwiarską postanowił przyznać drugi złoty medal parze kanadyjskiej – Jamie Salé i David Pelletier – sklasyfikowanej wcześniej na drugiej pozycji.
| Miejsce | Państwo | Złoto | Srebro | Brąz | Razem |
| ------- | ------- | ----- | ------ | ---- | ----- |
| 1.      | Rosja   | 2     | 3      | –    | 5     |
| 2.      | USA     | 1     | –      | 2    | 3     |
| 3.      | Kanada  | 1     | –      | –    | 1     |
| 3.      | Francja | 1     | –      | –    | 1     |
| 5.      | ChRL    | –     | –      | 1    | 1     |
| 5.      | Włochy  | –     | –      | 1    | 1     |
| Razem   | Razem   | 5     | 3      | 4    | 12    |

### Łyżwiarstwo szybkie
W kalendarzu Zimowych Igrzysk Olimpijskich 2002 znalazło się dziesięć konkurencji w łyżwiarstwie szybkim, tak samo jak podczas poprzednich zimowych igrzysk.
Najbardziej utytułowanym panczenistą igrzysk w Salt Lake City został Holender Jochem Uytdehaage, który zdobył dwa złote i jeden srebrny medal. W rywalizacji mężczyzn więcej niż jeden medal zdobył jeszcze Amerykanin Derek Parra (złoty i srebrny). Wśród kobiet trzy medale zdobyła Sabine Völker (dwa srebrne i jeden brązowy), a po dwa medale osiągnęły Claudia Pechstein (złoto i srebro) oraz Jennifer Rodriguez (dwa razy brąz).
| Miejsce | Państwo  | Złoto | Srebro | Brąz | Razem |
| ------- | -------- | ----- | ------ | ---- | ----- |
| 1.      | Holandia | 3     | 5      | –    | 8     |
| 2.      | Niemcy   | 3     | 3      | 2    | 8     |
| 3.      | USA      | 3     | 1      | 4    | 8     |
| 4.      | Kanada   | 1     | –      | 2    | 3     |
| 5.      | Japonia  | –     | 1      | –    | 1     |
| 6.      | Norwegia | –     | –      | 2    | 2     |
| Razem   | Razem    | 10    | 10     | 10   | 30    |

### Narciarstwo alpejskie
Podczas igrzysk w Salt Lake City narciarze alpejscy rywalizowali w dziesięciu konkurencjach – zjeździe, supergigancie, slalomie, slalomie gigancie i kombinacji (wszystkie konkurencje przeprowadzono wśród kobiet i mężczyzn).
Najbardziej utytułowaną alpejką została Janica Kostelić z dorobkiem trzech złotych i jednego srebrnego medalu. Zawodniczka została pierwszą reprezentantką Chorwacji, która stanęła na podium zimowych igrzysk olimpijskich. Poza Chorwatką multimedalistkami zostały Renate Götschl i Anja Pärson – obie zdobyły po jednym srebrnym i jednym brązowym medalu. W rywalizacji mężczyzn najwięcej medali otrzymał Stephan Eberharter – zdobył po jednym medalu z każdego koloru. Dwa złota olimpijskie wywalczył natomiast Kjetil André Aamodt. Po dwa medale zdobyli też Bode Miller (dwa srebrne), Lasse Kjus (srebrny i brązowy) oraz Benjamin Raich (dwa brązowe).
| Miejsce | Państwo    | Złoto | Srebro | Brąz | Razem |
| ------- | ---------- | ----- | ------ | ---- | ----- |
| 1.      | Chorwacja  | 3     | 1      | –    | 4     |
| 2.      | Austria    | 2     | 2      | 5    | 9     |
| 3.      | Francja    | 2     | 2      | –    | 4     |
| 4.      | Norwegia   | 2     | 1      | 1    | 4     |
| 5.      | Włochy     | 1     | 1      | 1    | 3     |
| 6.      | USA        | –     | 2      | –    | 2     |
| 7.      | Szwecja    | –     | 1      | 1    | 2     |
| 8.      | Niemcy     | –     | –      | 1    | 1     |
| 8.      | Szwajcaria | –     | –      | 1    | 1     |
| Razem   | Razem      | 10    | 10     | 10   | 30    |

### Narciarstwo dowolne
W narciarstwie dowolnym podczas igrzysk w Salt Lake City rozegrano cztery konkurencje – skoki akrobatyczne i jazdę po muldach wśród mężczyzn i kobiet. Konkurencje nie zmieniły się względem poprzednich igrzysk.
Żaden z zawodników nie zdobył więcej niż jednego medalu olimpijskiego. Na podium stanęli reprezentanci dziewięciu państw, spośród których tylko Stany Zjednoczone i Kanada więcej niż raz miały swojego zawodnika na podium. Amerykanie trzykrotnie zdobyli srebro, a Kanadyjki zdobyły srebro i brąz w skokach akrobatycznych.
| Miejsce | Państwo   | Złoto | Srebro | Brąz | Razem |
| ------- | --------- | ----- | ------ | ---- | ----- |
| 1.      | Australia | 1     | –      | –    | 1     |
| 1.      | Czechy    | 1     | –      | –    | 1     |
| 1.      | Finlandia | 1     | –      | –    | 1     |
| 1.      | Norwegia  | 1     | –      | –    | 1     |
| 5.      | USA       | –     | 3      | –    | 3     |
| 6.      | Kanada    | –     | 1      | 1    | 2     |
| 7.      | Białoruś  | –     | –      | 1    | 1     |
| 7.      | Francja   | –     | –      | 1    | 1     |
| 7.      | Japonia   | –     | –      | 1    | 1     |
| Razem   | Razem     | 4     | 4      | 4    | 12    |

### Saneczkarstwo
W programie igrzysk w Salt Lake City, tak jak w Nagano, znalazły się trzy konkurencje saneczkarskie – jedynki mężczyzn, jedynki kobiet i dwójki mężczyzn.
Żaden z saneczkarzy nie zdobył więcej niż jednego medalu olimpijskiego. Rywalizację zdominowali jednak reprezentanci Niemiec, którzy zdobyli pięć z dziewięciu medali. W jedynkach kobiet wszystkie trzy miejsca na podium zajęły Niemki.
Srebrny medal w jedynkach mężczyzn zdobył reprezentant Niemiec, Georg Hackl. Był to jego piąty medal olimpijski w tej konkurencji – w 1988 roku zdobył srebrny, a w 1992, 1994 i 1998 – złote medale. Niemiec został tym samym pierwszym olimpijczykiem w historii, który zdobył medale olimpijskie w jednej konkurencji pięć razy z rzędu.
| Miejsce | Państwo | Złoto | Srebro | Brąz | Razem |
| ------- | ------- | ----- | ------ | ---- | ----- |
| 1.      | Niemcy  | 2     | 2      | 1    | 5     |
| 2.      | Włochy  | 1     | –      | –    | 1     |
| 3.      | USA     | –     | 1      | 1    | 2     |
| 4.      | Austria | –     | –      | 1    | 1     |
| Razem   | Razem   | 3     | 3      | 3    | 9     |

### Short track
W Salt Lake City rywalizacja olimpijska łyżwiarzy specjalizujących się w short tracku składała się z ośmiu konkurencji – sześciu biegów indywidualnych i dwóch sztafetowych. Konkurencjami debiutującymi w igrzyskach były biegi kobiet i mężczyzn na 1500 metrów.
Najwięcej medali zdobyła Yang Yang (A) – dwa złote i jeden srebrny. Trzy medale – dwa złote i jeden brązowy – wywalczył również Marc Gagnon. Poza nimi jeszcze dziewięciorgu zawodnikom i zawodniczkom udało się zdobyć po dwa medale olimpijskie: Apolo Anton Ohno, Jonathan Guilmette, Ko Gi-hyun i Choi Eun-kyung zdobyli po jednym złotym i jednym srebrnym medalu, Mathieu Turcotte uzyskał złoty i brązowy medal, a Li Jiajun, Yang Yang (S), Ewgenija Radanowa i Wang Chunlu zdobyli po jednym srebrnym i jednym brązowym medalu.
Złoty medal w biegu mężczyzn na 1000 metrów zdobył Australijczyk Steven Bradbury. W biegu finałowym, do którego awansował dzięki dyskwalifikacjom jego przeciwników, wszyscy zawodnicy poza nim upadli tuż przed metą. Australijczyk jako pierwszy przejechał przez linię mety, dzięki czemu zdobył pierwszy w historii medal zimowych igrzysk olimpijskich dla swojego kraju.
| Miejsce | Państwo          | Złoto | Srebro | Brąz | Razem |
| ------- | ---------------- | ----- | ------ | ---- | ----- |
| 1.      | ChRL             | 2     | 2      | 3    | 7     |
| 2.      | Korea Południowa | 2     | 2      | –    | 4     |
| 3.      | Kanada           | 2     | 1      | 3    | 6     |
| 4.      | USA              | 1     | 1      | 1    | 3     |
| 5.      | Australia        | 1     | –      | –    | 1     |
| 6.      | Bułgaria         | –     | 1      | 1    | 2     |
| 7.      | Włochy           | –     | 1      | –    | 1     |
| Razem   | Razem            | 8     | 8      | 8    | 24    |

### Skeleton
Na igrzyskach w Salt Lake City przeprowadzono dwie konkurencje skeletonowe – ślizg kobiet i mężczyzn. Skeleton powrócił do kalendarza igrzysk olimpijskich po 54-letniej przerwie – wcześniej zawody olimpijskie w tej dyscyplinie rozegrano podczas Zimowych Igrzysk olimpijskich 1948 w Sankt Moritz.
Obie konkurencje w 2002 roku wygrali reprezentanci Stanów Zjednoczonych, którzy zdobyli również srebrny medal w ślizgu kobiet. Poza tym medale zdobyli skeletoniści z Austrii, Szwajcarii i Wielkiej Brytanii.
| Miejsce | Państwo         | Złoto | Srebro | Brąz | Razem |
| ------- | --------------- | ----- | ------ | ---- | ----- |
| 1.      | USA             | 2     | 1      | –    | 3     |
| 2.      | Austria         | –     | 1      | –    | 1     |
| 3.      | Szwajcaria      | –     | –      | 1    | 1     |
| 3.      | Wielka Brytania | –     | –      | 1    | 1     |
| Razem   | Razem           | 2     | 2      | 2    | 6     |

### Skoki narciarskie
Niezmiennie od poprzednich igrzysk rywalizacja skoczków narciarskich składała się z trzech konkurencji mężczyzn – dwóch konkursów indywidualnych i jednego drużynowego.
Dwa złote medale olimpijskie zdobył Simon Ammann. Dzięki temu został drugim skoczkiem narciarskim w historii po Mattim Nykänenie, który zdobył tytuły mistrza olimpijskiego na obu skoczniach podczas jednej edycji igrzysk. Dwa medale olimpijskie na igrzyskach w Salt Lake City zdobyło jeszcze trzech innych skoczków – złoty i srebrny medal wywalczył Sven Hannawald, a srebrny i brązowy medal zdobyli Adam Małysz i Matti Hautamäki.
| Miejsce | Państwo    | Złoto | Srebro | Brąz | Razem |
| ------- | ---------- | ----- | ------ | ---- | ----- |
| 1.      | Szwajcaria | 2     | –      | –    | 2     |
| 2.      | Niemcy     | 1     | 1      | –    | 2     |
| 3.      | Finlandia  | –     | 1      | 1    | 2     |
| 3.      | Polska     | –     | 1      | 1    | 2     |
| 5.      | Słowenia   | –     | –      | 1    | 1     |
| Razem   | Razem      | 3     | 3      | 3    | 9     |

### Snowboarding
W programie igrzysk w Salt Lake City, podobnie jak w Nagano, znalazły się cztery konkurencje snowboardowe. Dokonano zmiany dwóch konkurencji – zamiast slalomu giganta kobiet i mężczyzn przeprowadzono slalom gigant równoległy. Żaden z zawodników nie zdobył więcej niż jednego medalu. Medalistami zostali reprezentanci pięciu krajów. Najwięcej razy – pięciokrotnie – na podium stanęli Amerykanie. Zajęli oni wszystkie miejsca na podium olimpijskim w halfpipie mężczyzn.
| Miejsce | Państwo    | Złoto | Srebro | Brąz | Razem |
| ------- | ---------- | ----- | ------ | ---- | ----- |
| 1.      | USA        | 2     | 1      | 2    | 5     |
| 2.      | Francja    | 1     | 2      | –    | 3     |
| 3.      | Szwajcaria | 1     | –      | 1    | 2     |
| 4.      | Szwecja    | –     | 1      | –    | 1     |
| 5.      | Włochy     | –     | –      | 1    | 1     |
| Razem   | Razem      | 4     | 4      | 4    | 12    |

## Multimedaliści
Podczas igrzysk w Salt Lake City 55 sportowców zdobyło przynajmniej po dwa medale olimpijskie, z czego 31 uzyskało przynajmniej jeden tytuł mistrza olimpijskiego. Najwięcej z zawodników mających na koncie przynajmniej dwa medale, w tym przynajmniej jedno złoto – siedmioro – startowało w barwach Niemiec. Dziewięcioro z multimedalistów stawało na podium olimpijskim w konkurencjach biegowych, siedmioro w short tracku, pięcioro w biathlonie, a po troje w narciarstwie alpejskim i łyżwiarstwie szybkim. Po dwóch multimedalistów odnotowano w kombinacji norweskiej i skokach narciarskich.
Najwięcej złotych medali – cztery – zdobył reprezentant Norwegii w biathlonie, Ole Einar Bjørndalen. Zwyciężył on we wszystkich konkurencjach biathlonowych – w trzech indywidualnych i w sztafecie. Trzy tytuły mistrzyni olimpijskiej i jeden tytuł wicemistrzyni zdobyła Janica Kostelić w narciarstwie alpejskim. Trzy tytuły mistrza olimpijskiego zdobył ponadto Samppa Lajunen, zwyciężając wszystkie konkurencje – dwie indywidualne i jedną drużynową – w kombinacji norweskiej.
Poniższa tabela przedstawia indywidualne zestawienie multimedalistów Zimowych Igrzysk Olimpijskich 2002, czyli zawodników i zawodniczek, którzy zdobyli więcej niż jeden medal olimpijski na tych igrzyskach, w tym przynajmniej jeden złoty.
| Miejsce | Zawodnik             | Państwo          | Dyscyplina            | Złoto | Srebro | Brąz | Razem |
| ------- | -------------------- | ---------------- | --------------------- | ----- | ------ | ---- | ----- |
| 1.      | Ole Einar Bjørndalen | Norwegia         | biathlon              | 4     | –      | –    | 4     |
| 2.      | Janica Kostelić      | Chorwacja        | narciarstwo alpejskie | 3     | 1      | –    | 4     |
| 3.      | Samppa Lajunen       | Finlandia        | kombinacja norweska   | 3     | –      | –    | 3     |
| 4.      | Frode Estil          | Norwegia         | biegi narciarskie     | 2     | 1      | –    | 3     |
| 4.      | Jochem Uytdehaage    | Holandia         | łyżwiarstwo szybkie   | 2     | 1      | –    | 3     |
| 4.      | Kati Wilhelm         | Niemcy           | biathlon              | 2     | 1      | –    | 3     |
| 4.      | Yang Yang (A)        | ChRL             | short track           | 2     | 1      | –    | 3     |
| 8.      | Marc Gagnon          | Kanada           | short track           | 2     | –      | 1    | 3     |
| 9.      | Kjetil André Aamodt  | Norwegia         | narciarstwo alpejskie | 2     | –      | –    | 2     |
| 9.      | Thomas Alsgaard      | Norwegia         | biegi narciarskie     | 2     | –      | –    | 2     |
| 9.      | Simon Ammann         | Szwajcaria       | skoki narciarskie     | 2     | –      | –    | 2     |
| 9.      | Andrea Henkel        | Niemcy           | biathlon              | 2     | –      | –    | 2     |
| 9.      | Claudia Pechstein    | Niemcy           | łyżwiarstwo szybkie   | 2     | –      | –    | 2     |
| 14.     | Stefania Belmondo    | Włochy           | biegi narciarskie     | 1     | 1      | 1    | 3     |
| 14.     | Julija Czepałowa     | Rosja            | biegi narciarskie     | 1     | 1      | 1    | 3     |
| 14.     | Stephan Eberharter   | Austria          | narciarstwo alpejskie | 1     | 1      | 1    | 3     |
| 14.     | Bente Skari          | Norwegia         | biegi narciarskie     | 1     | 1      | 1    | 3     |
| 18.     | Choi Eun-kyung       | Korea Południowa | short track           | 1     | 1      | –    | 2     |
| 18.     | Uschi Disl           | Niemcy           | biathlon              | 1     | 1      | –    | 2     |
| 18.     | Jonathan Guilmette   | Kanada           | short track           | 1     | 1      | –    | 2     |
| 18.     | Sven Hannawald       | Niemcy           | skoki narciarskie     | 1     | 1      | –    | 2     |
| 18.     | Ko Gi-hyun           | Korea Południowa | short track           | 1     | 1      | –    | 2     |
| 18.     | Apolo Anton Ohno     | USA              | short track           | 1     | 1      | –    | 2     |
| 18.     | Derek Parra          | USA              | łyżwiarstwo szybkie   | 1     | 1      | –    | 2     |
| 18.     | Jaakko Tallus        | Finlandia        | kombinacja norweska   | 1     | 1      | –    | 2     |
| 18.     | Evi Sachenbacher     | Niemcy           | biegi narciarskie     | 1     | 1      | –    | 2     |
| 18.     | Andrus Veerpalu      | Estonia          | biegi narciarskie     | 1     | 1      | –    | 2     |
| 28.     | Viola Bauer          | Niemcy           | biegi narciarskie     | 1     | –      | 1    | 2     |
| 28.     | Olga Pylowa          | Rosja            | biathlon              | 1     | –      | 1    | 2     |
| 28.     | Kristen Skjeldal     | Norwegia         | biegi narciarskie     | 1     | –      | 1    | 2     |
| 28.     | Mathieu Turcotte     | Kanada           | short track           | 1     | –      | 1    | 2     |